# Chesapeake Icebreakers
Chesapeake Icebreakers var ett amerikanskt professionellt ishockeylag som spelade i den amerikanska ishockeyligan East Coast Hockey League (ECHL) mellan 1997 och 1999. Det året såldes Icebreakers till företagsledaren Bernard Ebbers, VD för det uppmärksammade telekommunikationsföretaget Worldcom, och tre andra affärspartners och laget flyttades till Jackson i Mississippi för att vara Jackson Bandits. De spelade sina hemmamatcher i inomhusarenan The Show Place Arena, som har en publikkapacitet på 6 000 åskådare, i Upper Marlboro i Maryland. Laget hade samarbete med Tampa Bay Lightning i NHL och Cleveland Lumberjacks i IHL. De vann aldrig Kelly Cup, som är trofén till det lag som vinner ECHL:s slutspel.
Spelare som spelade för dem var bland andra David Aebischer och Gaston Gingras.